# Carbajo (Cáceres)
Carbajo ist ein westspanischer Ort und eine Gemeinde (municipio) mit 177 Einwohnern (Stand: 2024) in der Provinz Cáceres in der Autonomen Region Extremadura im Südwesten Spaniens.

## Lage
Carbajo liegt etwa 100 Kilometer (Fahrtstrecke) westnordwestlich der Provinzhauptstadt Cáceres in einer Höhe von ca. 345 m an der Grenze zu Portugal. Die Gemeinde- und Staatsgrenze nach Norden wird durch den Tajo gebildet. Das Klima ist gemäßigt bis warm; Regen (611 mm/Jahr) fällt hauptsächlich im Winterhalbjahr.

## Bevölkerungsentwicklung
| Jahr      | 1970 | 1981 | 1991 | 2001 | 2011 | 2021 |
| Einwohner | 338  | 300  | 313  | 259  | 230  | 198  |

Der deutliche Bevölkerungsrückgang seit den 1950er Jahren ist im Wesentlichen auf die Mechanisierung der Landwirtschaft sowie die Aufgabe bäuerlicher Kleinbetriebe („Höfesterben“) und den damit einhergehenden Verlust von Arbeitsplätzen zurückzuführen.

## Sehenswürdigkeiten

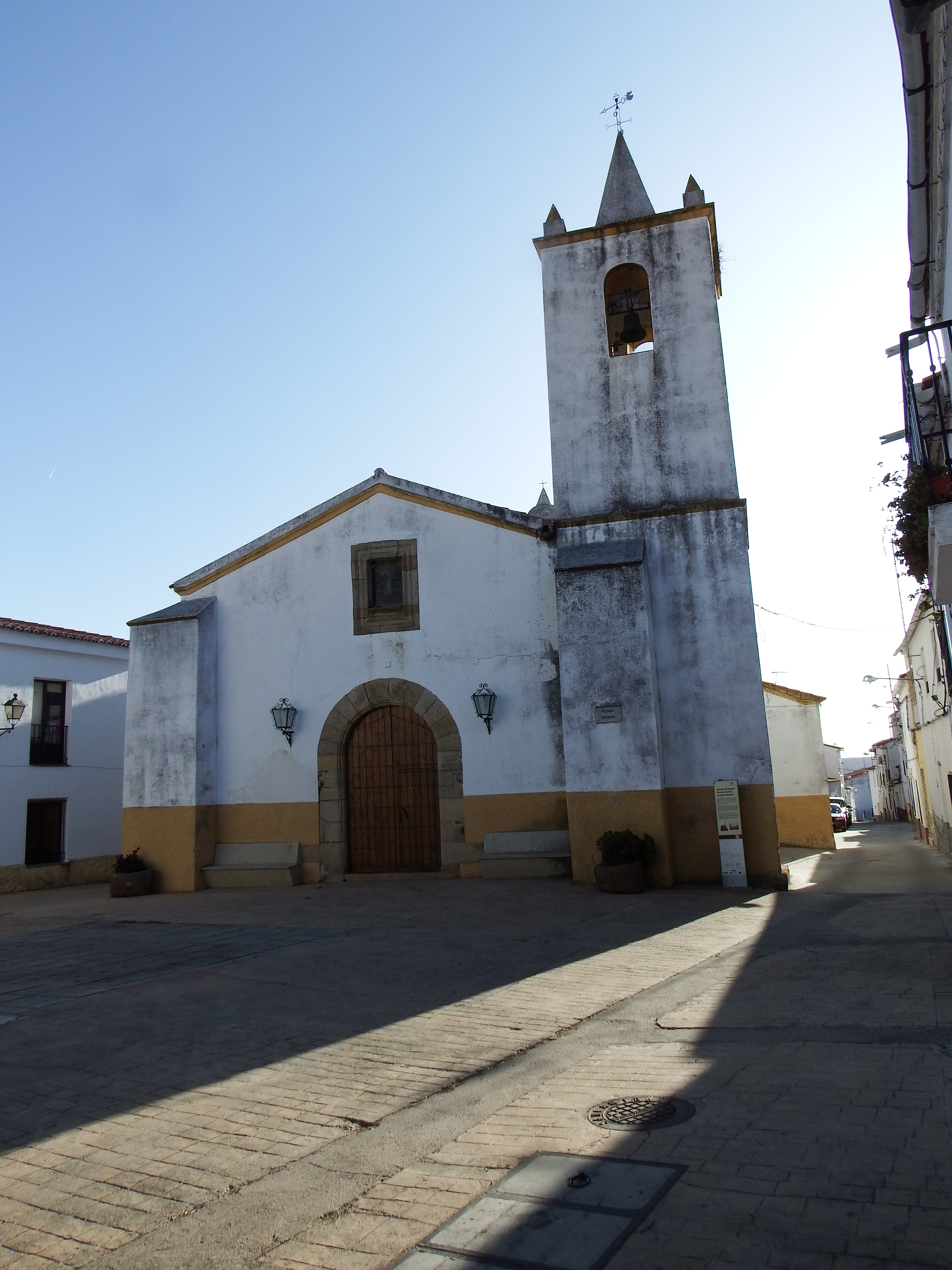
Salvatorkirche
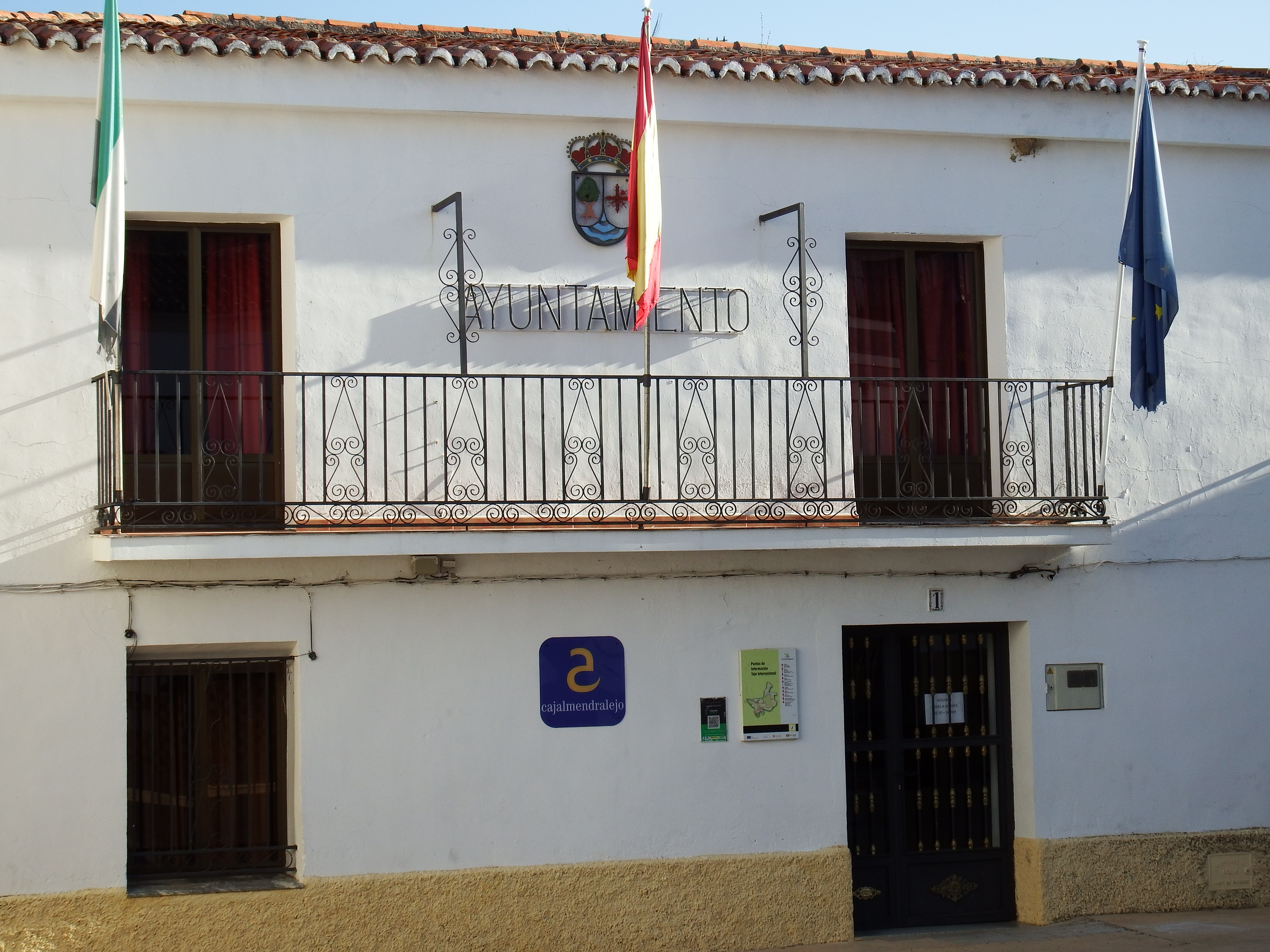
Rathaus

- Salvatorkirche
- Rathaus